# Aquí no ha pasado nada
Aquí no ha pasado nada és una pel·lícula de ficció xilena dirigida i escrita per Alejandro Fernández Almendras i produïda per Girafa Ltda., estrenada l'1 de setembre de 2016. La cinta està inspirada en el Cas Larraín, un conegut cas policial que va afectar el fill d'un exsenador de la República de Xile l'any 2013. Va ser seleccionada pel seu país per a representar a Xile als Premis Goya 2017.

## Sinopsi
Vicente, que viu a Los Angeles, torna a Xile a passar l'estiu a la casa de platja dels seus pares. És un jove imprudent i una mica solitari. Però una d'aquestes nits rutinàries de perseguir noies i prendre copes la seva vida canvia per sempre; es converteix en el principal sospitós d'un atropellament amb fugida que causa la mort d'un pescador local. "Jo no era qui conduïa", diu, però els seus records són confusos. Sí que recorda estar en el cotxe, i que el conductor era el fill d'un poderós polític.

## Repartiment
- Agustín Silva com Vicente.
- Paulina García com Roxana.
- Daniel Alcaíno com a Fiscal Yáñez.
- Alejandro Goic com a Oncle Juliol.
- Luis Gnecco com Gustavo Barría.
- Augusto Schuster com Diego.
- Pilar Ronderos com Camila.
- Geraldine Neary com Francisca.
- Isabella Costa com Ana.
- Samuel Landea com Manuel.
- Victoria de Gregorio com Sofía.
- Li Fridman com Lucía.
- Mariana di Girolamo com María.

## Cas Larraín
El 18 de setembre de 2013, Martín Larraín, fill del -aleshores- senador del partit de centredreta Renovació Nacional, Carlos Larraín, es va veure involucrat en un accident de ruta amb resultat de mort del vianant Hernán Canales, qui caminava per la ruta amb 2,3 grams d'alcohol per litre de sang. El tribunal va desestimar que Larraín estigués sota els efectes de l'alcohol. Es va acusar Martin de fer escàpols i no ajudar a la víctima, i no se li va fer el control d'alcoholèmia com corresponia. No obstant això, es va determinar que va romandre al lloc de l'accidentfins a 50 minuts, sense rebre ajuda de serveis d'emergència, els quals van ser cridats en tres oportunitats. Posteriorment, el veredicte es va realitzar sense la presència de l'imputat i argumentant que no existien proves necessàries per a afirmar que anava conduint sota els efectes de l'alcohol.
El cas es va reobrir però va acabar amb l'absolució de Martín i una condemna d'obstrucció de justícia als seus dos acompanyants. La notícia de l'absolució es va convertir en un tema calent a les xarxes socials, on milers de persones van manifestar el seu repudi a la sentència. Amb el temps, i encara amb la recerca en curs, una sèrie de situacions van anar veient la llum que comprovaven la culpabilitat i identitat del conductor.
El fet es va convertir en un dels casos més emblemàtics de impunitat per a la societat xilena, per totes les irregularitats i situacions de corrupció que van girar entorn d'això.

## Premis i nominacions
El film ha rebut les següents nominacions i guardons:
| Premi                                                   | Categoria                                    | Receptor               | Resultat  | Ref(s) |
| ------------------------------------------------------- | -------------------------------------------- | ---------------------- | --------- | ------ |
| Festival de Cinema de Sundance                          | Gran Premi del Jurat - World Cinema Dramatic | Alejandro F. Ametlles  | Nominat   | [ 7 ]  |
| Festival Internacional de Cinema de Miami               | Gran Premi del Jurat - Knight Competition    | Alejandro F. Almendras | Nominat   | [ 8 ]  |
| Festival Internacional de Cinema de Guadalajara         | Millor Llargmetratge Ficció                  | Alejandro F. Almendras | Nominat   | [ 9 ]  |
| Festival Internacional de Cinema de Cartagena de Indias | Millor Pel·lícula                            | Alejandro F. Almendras | Guanyador | [ 10 ] |
| Santiago Festival Internacional de Cinema               | Millor Director                              | Alejandro F. Almendras | Guanyador | [ 11 ] |
| Premis Caleuche                                         | Millor actor protagonista                    | Agustín Silva          | Nominat   |        |
| Premis Caleuche                                         | Millor actor de suport                       | Luis Gnecco            | Nominat   |        |